# Дженеси (округ, Мичиган)
Дже́неси (англ. Genesee County) — округ в штате Мичиган, США. Официально образован в 1835 году. По состоянию на 2013 год, численность населения составляла 415 376 человек.

## География
По данным Бюро переписи США, общая площадь округа равняется 1 683,502 км2, из которых 1 649,832 км2 суша и 33,670 км2 или 1,900 % это водоёмы.

## Население
По данным переписи населения 2010 года в округе проживает 425 790 жителей в составе 169 202 домашних хозяйств и 111 620 семей. Плотность населения составляет 258,10 человек на км2. На территории округа насчитывается 192 180 жилых строений, при плотности застройки около 116,50-ти строений на км2. Расовый состав населения: белые — 74,50 %, афроамериканцы — 20,70 %, коренные американцы (индейцы) — 0,90 %, азиаты — 0,50 %, гавайцы — 0,00 %, представители других рас — 0,70 %, представители двух или более рас — 2,60 %. Испаноязычные составляли 3,00 % населения независимо от расы.
В составе 32,60 % из общего числа домашних хозяйств проживают дети в возрасте до 18 лет, 43,30 % домашних хозяйств представляют собой супружеские пары проживающие вместе, 17,20 % домашних хозяйств представляют собой одиноких женщин без супруга, 34,00 % домашних хозяйств не имеют отношения к семьям, 28,40 % домашних хозяйств состоят из одного человека. Средний размер домашнего хозяйства составляет 2,48 человека, и средний размер семьи 3,03 человека.
Возрастной состав округа: 25,00 % моложе 18 лет, 8,90 % от 18 до 24, 24,70 % от 25 до 44, 27,60 % от 45 до 64 и 27,60 % от 65 и старше. Средний возраст жителя округа 39 лет. На каждые 100 женщин приходится 93,10 мужчин. На каждые 100 женщин старше 18 лет приходится 89,40 мужчин.
Средний доход на домохозяйство в округе составлял 38 819 USD, на семью — 48 979 USD. Среднестатистический заработок мужчины был 27 269 USD против 18 082 USD для женщины. Доход на душу населения составлял 19 860 USD. Около 16,90 % семей и 21,00 % общего населения находились ниже черты бедности, в том числе — 31,00 % молодежи (тех, кому ещё не исполнилось 18 лет) и 6,30 % тех, кому было уже больше 65 лет.